# Rustburg (Virginia)
Rustburg es un lugar designado por el censo situado en el condado de Campbell, Virginia  (Estados Unidos). Según el censo de 2010 tenía una población de 1.431 habitantes.

## Demografía
Según el censo del 2000, Rustburg tenía 1.271 habitantes, 474 viviendas, y 321 familias. La densidad de población era de 45,3 habitantes por km².
De las 474 viviendas en un 29,7%  vivían niños de menos de 18 años, en un 51,9%  vivían parejas casadas, en un 11,6% mujeres solteras, y en un 32,1% no eran unidades familiares. En el 28,7% de las viviendas  vivían personas solas el 9,7% de las cuales correspondía a personas de 65 años o más que vivían solas. El número medio de personas viviendo en cada vivienda era de 2,41 y el número medio de personas que vivían en cada familia era de 3.
Por edades la población se repartía de la siguiente manera: un 21,8% tenía menos de 18 años, un 8,1% entre 18 y 24, un 32,2% entre 25 y 44, un 24% de 45 a 60 y un 13,9% 65 años o más.
La edad media era de 37 años.  Por cada 100 mujeres de 18 o más años  había 113,3 hombres.
La renta media por vivienda era de 31.797$ y la renta media por familia de 31.758$. Los hombres tenían una renta media de 29.615$ mientras que las mujeres 20.536$. La renta per cápita de la población era de 14.972$. En torno al 10,8% de las familias y el 13,5% de la población estaban por debajo del umbral de pobreza.

## Localidades adyacentes
El siguiente diagrama muestra a las localidades más próximas a Rustburg.